# 希拉克州
希拉克州（發音：[ʃiˈɾɑk] ⓘ）是亞美尼亞西北部的一个州，與阿拉加措特恩州、洛里州等州份及格鲁吉亚、土耳其相鄰，州府为久姆里。全州面积为2,680平方公里，2019年人口数量约为233,300人。